# ГЕС Маніту
ГЕС Маніту – гідроелектростанція у канадській провінції Онтаріо. Знаходячись між ГЕС Ear Falls (17 МВт) та ГЕС Lac Seul (12 МВт) з одної сторони і ГЕС Карібу-Фолс з іншої сторони, входить до складу каскаду на річці Інгліш, яка впадає праворуч до річки Вінніпег (одна з основних приток озера Вінніпег, котре річкою Нельсон дренується до Гудзонової затоки).
Інгліш в районі порогів Маніту-Фолс перекрили бетонною греблею висотою 21 метр, створений якою підпір утримує водосховище з об’ємом 354 млн м3. Інтегрований у праву частину греблі машинний зал обладнали п’ятьма турбінами потужністю по 14,4 МВт.
Станція управляється дистанційно з диспетчерського центру у Тандер-Бей.